# 467年
| 千纪： | 1千纪                                                                                           |
| 世纪： | 4世纪 \| 5世纪 \| 6世纪                                                                         |
| 年代： | 430年代 \| 440年代 \| 450年代 \| 460年代 \| 470年代 \| 480年代 \| 490年代                       |
| 年份： | 462年 \| 463年 \| 464年 \| 465年 \| 466年 \| 467年 \| 468年 \| 469年 \| 470年 \| 471年 \| 472年 |
| 纪年： | 丁未年（羊年）；北魏天安二年，皇兴元年；南朝宋泰始三年；柔然永康四年                            |

## 各国领袖

### 非洲
- 汪達爾-阿蘭王國 - Geiseric，汪達爾-阿蘭王國皇帝（428年-477年）

### 亞洲
- 中國（南北朝）-
  - 南朝宋 - 宋明帝劉彧（465年－472年）
  - 北魏 - 北魏獻文帝拓跋弘（466年－471年）
- 日本（古墳時代）- 雄略天皇，日本天皇（約456年－約479年）
- 朝鮮半島（三國時代）-
  - 高句麗 - 長壽王高璉（413年－490年）
  - 百濟 - 蓋鹵王（454年－475年）
  - 新羅 - 慈悲麻立干（458年－479年）
- 印度
  - 笈多王朝
    - 塞建陀笈多（455年－467年）
    - 鳩摩羅笈多二世（467年－477年）

  - 帕拉瓦王朝
    - Skanda Varman IV（460年－480年）

### 歐洲
- 勃艮第公國
- 拜占庭帝國 - 里奧一世，拜占庭帝國皇帝（457年-474年）
- 西羅馬帝國 - 安特米烏斯，西羅馬帝國皇帝（467年-472年）

## 出生
- 利奧二世（467年－474年，7岁），東羅馬帝國皇帝。
- 北魏孝文帝元宏（467年－499年，34岁），北魏皇帝。